# Santa Clara (Jujuy)
Santa Clara es una ciudad del norte de Argentina, y cabecera del departamento Santa Bárbara, provincia de Jujuy. Es la localidad más poblada del departamento, anteriormente conocido como El Arenal.

## Turismo

### Aguas termales
Termas de El Palmar: a 8 km por la RP 1, pasando el pueblo de "El Piquete" se arriba a las "Termas El Palmar".
Está en la ladera occidental del Cerro de Santa Bárbara, y allí surge la vertiente termal "El Palmar de Lambrisca".
Presenta una galería de fronda tropical y de rocas, con bosque de urundel, palo blanco, lapacho,cedros de la variedad oran y rosado,quebracho colorado y blanco,guayacan,arrayanes,tipa colorada y blanca,palo amarillo,pino criollo,nogal,
cebil horco, cebil moro y cebil colorado.
Esta fuente termal está a 111 km de la ciudad de San Salvador de Jujuy, a 500 m s. n. m., el clima tropical lo hace muy placentero en primavera, otoño e invierno. La temperatura de las aguas va de 25 a 49 °C.

## Parroquias de la Iglesia católica en Santa Clara
| Diócesis  | Jujuy       |
| --------- | ----------- |
| Parroquia | Santa Clara |